# Sichamps
Sichamps ist eine französische Gemeinde mit 175 Einwohnern (Stand 1. Januar 2022) im Département Nièvre in der Region Bourgogne-Franche-Comté (vor 2016 Bourgogne). Sie gehört zum Arrondissement Cosne-Cours-sur-Loire und zum Kanton La Charité-sur-Loire. Die Bewohner werden Sichampois und Sichampoises genannt.

## Nachbargemeinden
Sichamps liegt etwa 22 Kilometer nordnordöstlich von Nevers am Nièvre.
Nachbargemeinden von Sichamps sind Beaumont-la-Ferrière im Norden und Westen, Prémery im Osten, Nolay im Süden und Südosten sowie Poiseux im Westen und Südwesten.

## Bevölkerungsentwicklung
| Jahr                       | 1962 | 1968 | 1975 | 1982 | 1990 | 1999 | 2006 | 2011 | 2016 |
| Einwohner                  | 211  | 205  | 177  | 150  | 153  | 166  | 164  | 179  | 194  |
| Quellen: Cassini und INSEE |      |      |      |      |      |      |      |      |      |

## Sehenswürdigkeiten
- Kirche Saint-Aignan